# Gerard de Groot (jurist)
Gerardus (Gerard) de Groot (Bloemendaal, 10 februari 1922 – Berkel en Rodenrijs, 29 mei 2011) was een Nederlands jurist en in die hoedanigheid advocaat en  raadsheer in de Hoge Raad der Nederlanden.

## Loopbaan
De Groot studeerde van 1939 tot 1945 aan de Rijksuniversiteit Leiden; in verband met de oorlogsomstandigheden legde hij ook enige tentamens bij Groningse hoogleraren af. Hij werd kort na zijn afstuderen advocaat te Rotterdam bij het kantoor van Van Walsem, Van Rossem, Offerhaus en Loeff. Omdat in die tijd in de advocatuur stagiaires nog geen salaris ontvingen en hun inkomen slechts bestond uit de inkomsten van de door hen behartigde zaken die vaak pas na jaren gedeclareerd konden worden, was hij daarnaast tot medio 1950 medewerker bij de Onderwijsraad. Later was hij ook rijksadvocaat. De Groot was vanaf 1963 rechter-plaatsvervanger in de rechtbank Rotterdam en sedert 1969 raadsheer-plaatsvervanger in het hof te 's-Gravenhage. Voorts bekleedde hij vele maatschappelijke functies waaronder voorzitter van de Voogdijraad en zijn opvolger de Raad voor de Kinderbescherming, en voorzitter van de Raad van Toezicht op het Schadeverzekeringsbedrijf. 
In 1970 was zijn toenmalige kantoor, Loeff De Groot Van Sandick Brevet en Meeter, een van de fusanten van het eerste grote advocatenkantoor in Nederland, Loeff Fruin Boeles, waarvan de naam nu nog deels voortbestaat in Loyens & Loeff. 
In 1978 werd hij benoemd tot raadsheer in de Hoge Raad der Nederlanden als opvolger van Heko Köster. Op 1 maart 1992 werd hem ontslag verleend wegens het bereiken van de 70-jarige leeftijd; hij werd opgevolgd door Hans Nieuwenhuis.
Na zijn emeritaat werd hij door de Nederlandse staat aangezocht om internationaal arbiter te zijn in het conflict over de gaswinning in de Waddenzee, een van de grootste arbitrages ooit met een betwist belang van 45 miljard gulden.